# Loganville (Pennsylvanie)
Pour les articles homonymes, voir Loganville.
Loganville est un borough situé au centre du comté de York, en Pennsylvanie, aux États-Unis,. En 2010, il comptait une population de 1 240 habitants, estimée au 1er juillet 2020 à 1 411 habitants. Le borough est fondé en 1820 et incorporé le 2 avril 1852.

## Démographie
Lors du recensement de 2010, le borough comptait une population de 1 240 habitants. Elle est estimée, en 2020, à 1 411 habitants.